# Rochette Point
Der Rochette Point ist eine Landspitze an der Nordküste von Coronation Island im Archipel der Südlichen Orkneyinseln. Sie liegt östlich des Crown Head am Kopfende der Sayer Bay.
Das UK Antarctic Place-Names Committee benannte sie 2017. Namensgeber ist der Kartograph Louis Stanislas d’Arcy de La Rochette (1731–1802).